# The Rare Auld Mountain Dew
The Rare Auld Mountain Dew (talvolta conosciuta come The Rare Old Mountain Dew o, più semplicemente, The Mountain Dew) è una canzone popolare irlandese scritta nel 1882 da Edward Harrigan su musiche di Dave Braham per il dramma The Blackbird. È stata stampata nella raccolta Irish street Ballads del 1916, e registrata col nome alternativo di The Rare Old Mountain Dew.

## Storia
La canzone parla della proprietà inebrianti della Mountain Dew, letteralmente un tipo di whiskey distillato illegalmente in montagna, traducibile come rugiada di montagna. Un nome alternativo in gaelico irlandese a questo alcolico è il Poitín. La prima registrazione della ballata è di John Griffin, nel 1927, su etichetta Columbia sotto il suo titolo originale. Musicalmente, la melodia è simile all'aria tradizionale The Girl I Left Behind (nota anche come Brighton Camp). La canzone è esplicitamente citata in Fairytale of New York dei Pogues:
(The Pogues, Fairytale of New York)

## Registrazioni
- "The Joys and Curse of Drink of dean"
- Four to the Bar
- Sam Hinton
- Orthodox Celts
- The Pogues con Ronnie Drew
- The Dubliners
- The Clancy Brothers
- Carolina Chocolate Drops

## Testo
Let grasses grow and waters flow
In a free and easy way
But give me enough of the rare old stuff
That's made near Galway Bay
Come gougers all from Donegal,
Sligo and Leitrim too
We'll give them the slip and we'll take a sip
Of the real old mountain dew.
There's a neat little still at the foot of the hill
Where the smoke curls up to the sky
By a whiff of the smell you can plainly tell
That there's poteen boys close by.
For it fills the air with a perfume rare
And betwixt both me and you
As home we roll, we can drink a bowl
Or a bucketful of mountain dew.
Now learned men as use the pen,
Have writ' the praises high
Of the sweet poitín from Ireland green
That's made from wheat and rye
Away with your pills, it'll cure all ills
Be ye pagan, Christian, or Jew
So take off your coat and grease your throat
With a bucket of the mountain dew.